# Пересмішник чилійський
Пересмішник чилійськийMimus thenca — вид горобцеподібних птахів родини пересмішникових (Mimidae). Вид зустрічається в Аргентині та Чилі. Мешкає на відкритих місцевостях серед чагарників та у деградованих лісах. Тіло завдовжки до 28 см. Живиться фруктами, комахами, дрібними хребетними.